# Либеличе
Либеличе (словен. Libeliče) је насељено место у општини Дравоград, Корушка регија, Словенија.

## Историја
До територијалне реорганизације у Словенији било је у саставу старе општине Дравоград.

## Становништво
У попису становништва из 2011. године, Либеличе је имало 205 становника.
| Број становника према пописима | Број становника према пописима | Број становника према пописима |
| ------------------------------ | ------------------------------ | ------------------------------ |
| 1991                           | 2002                           | 2011                           |
| 224                            | 205                            | 205                            |